# Santa Maria Assunta (Cividale del Friuli)

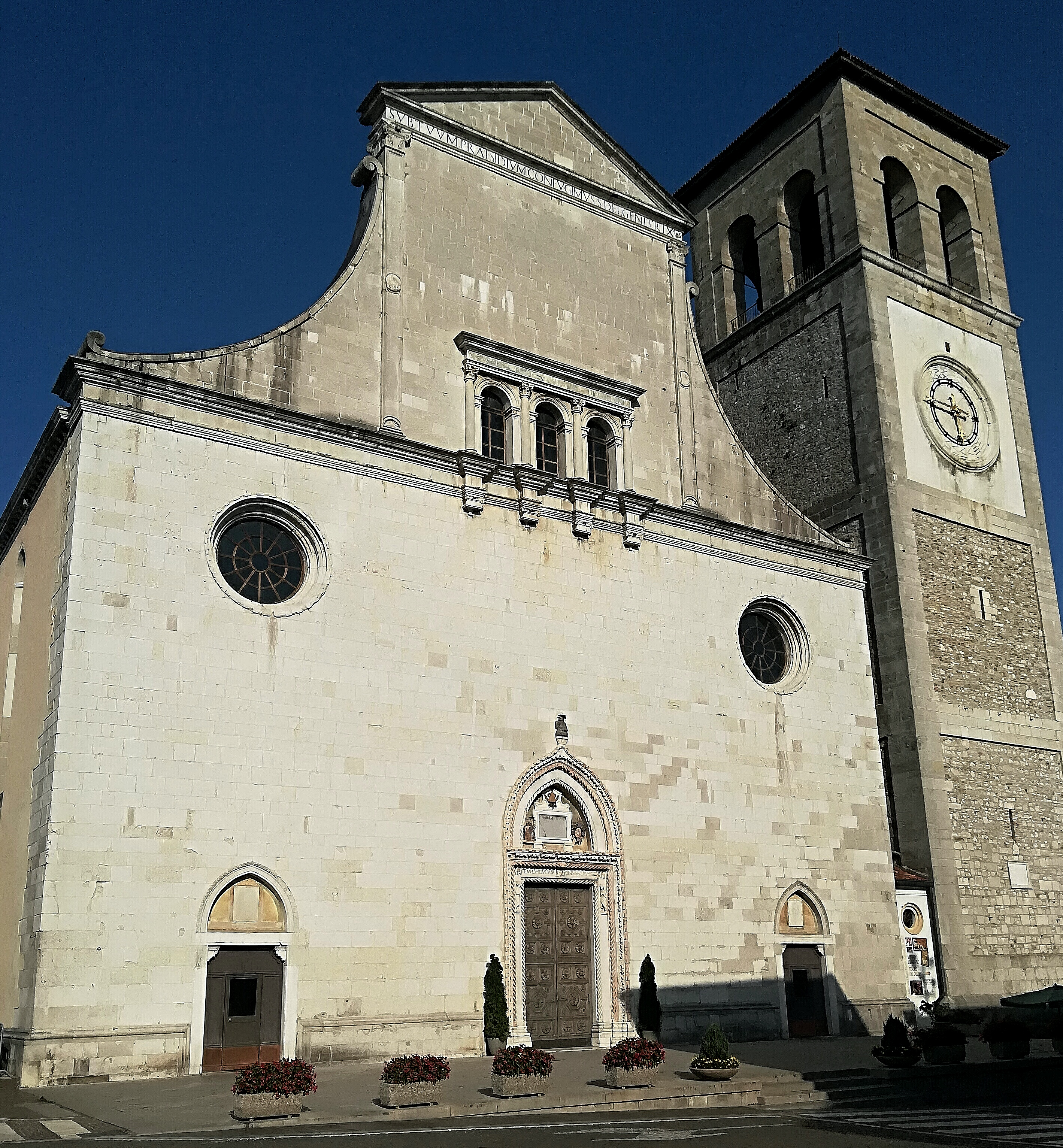
Basilika Santa Maria Assunta

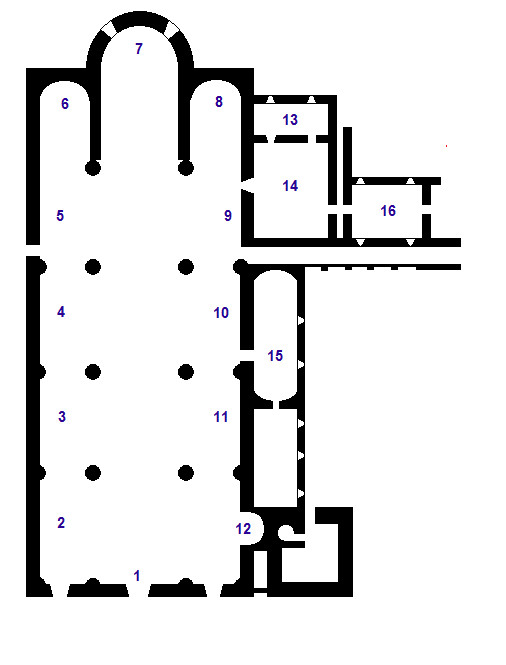
Grundriss des Domes.
1 Hauptportal mit Denkmal des Marcantonio di Manzano, 2 Denkmal des Patriarchen Nicolò Donato, 3 Altar der Heiligen Josef, Rochus und Sebastian, 4 Altar mit fünf das Kreuz anbetenden Heiligen, 5 Großes Holzkreuz (13. Jahrhundert), 6 Linke Apsis, 7 Presbyterium, 8 rechte Apsis mit dem Altar des hl. Donatus, 9 Orgel, 10 Altar mit Kruzifix und Heiligen, 11 Altar der Heiligen Jungfrau, 12 Taufbecken (8. Jahrhundert), 13 Sakristei, 14 Chor, 15 Schatzkammer, 16 Kapitelsaal

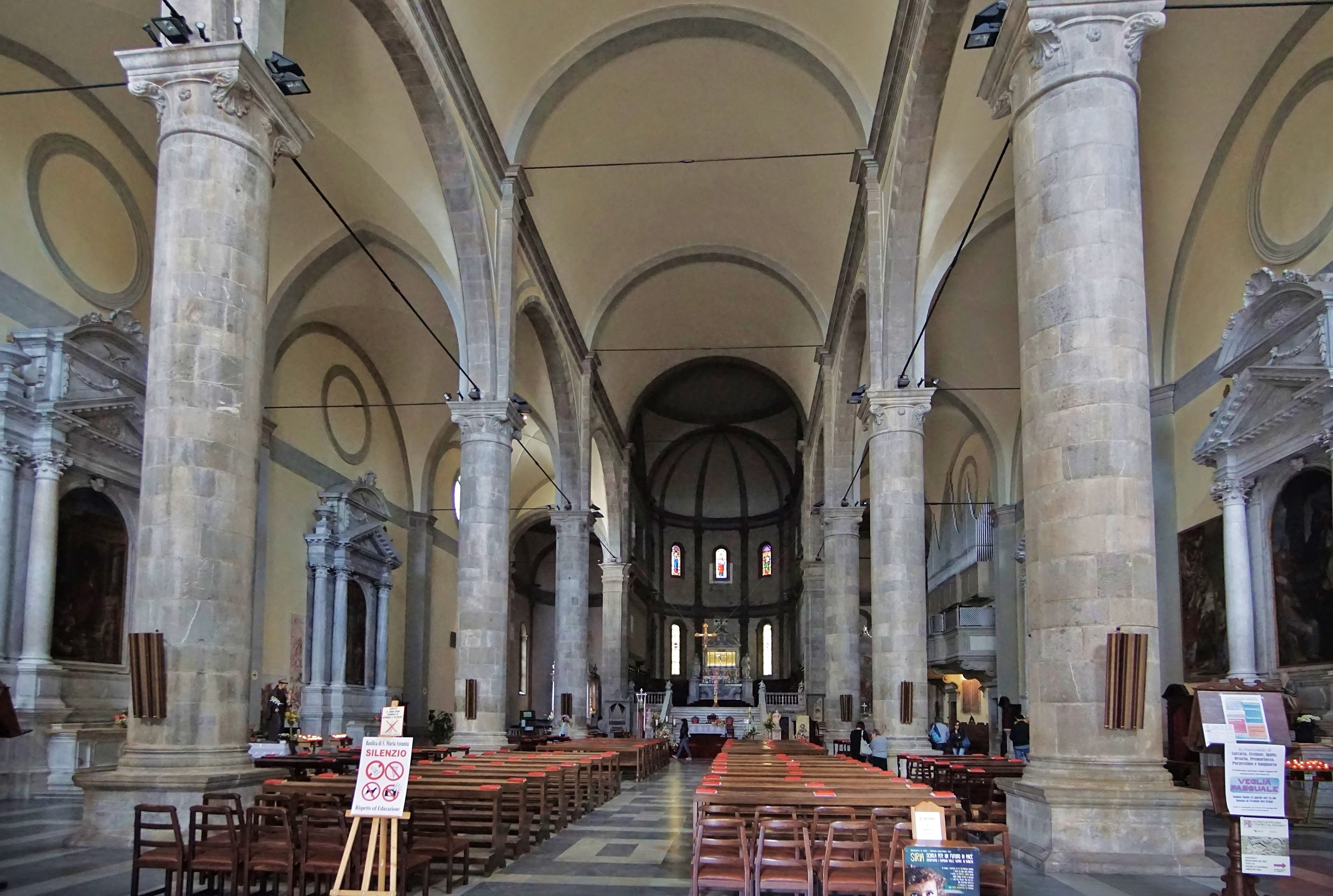
Innenraum mit Blick zum Chor

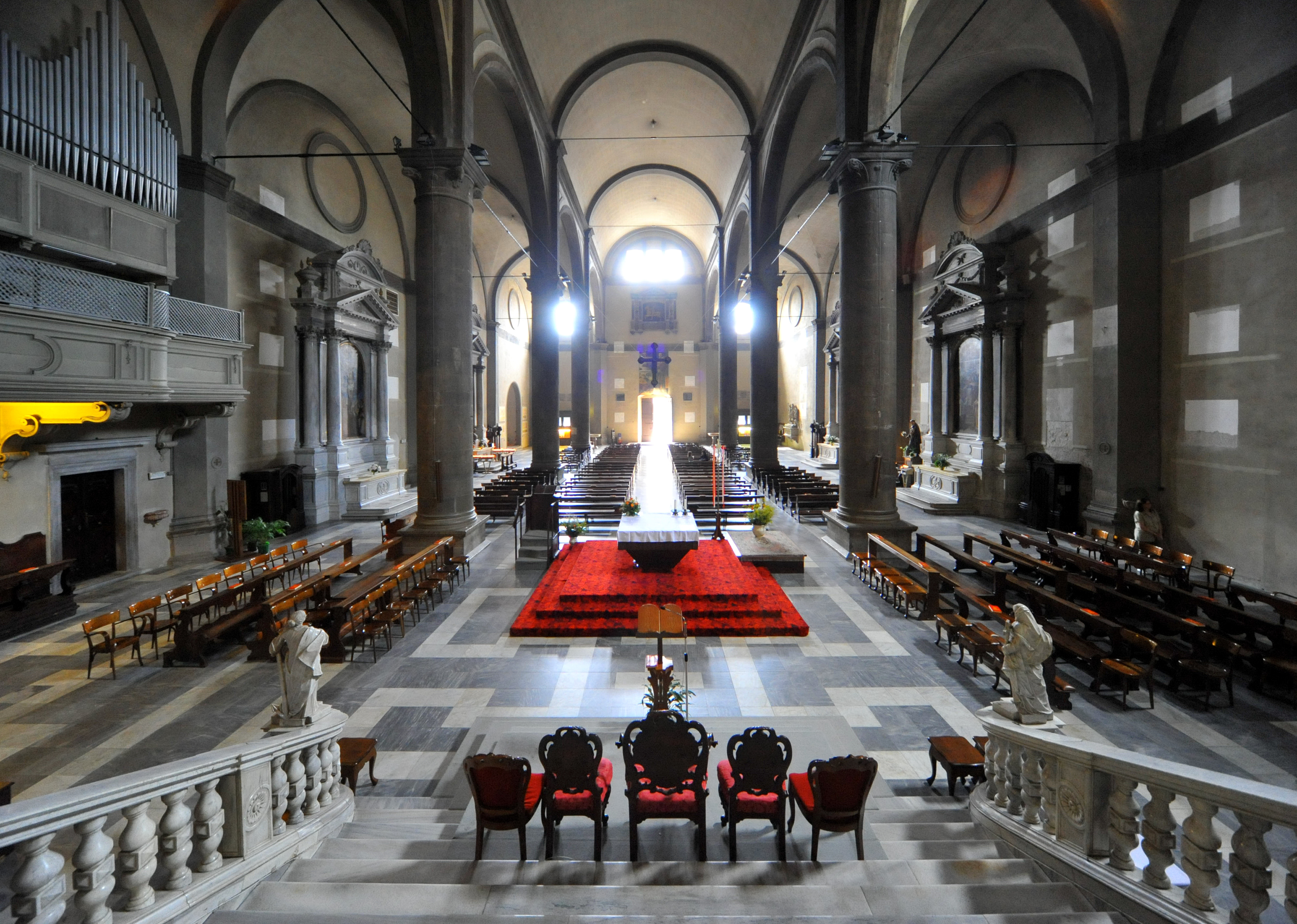
Innenansicht vom Chor nach Westen

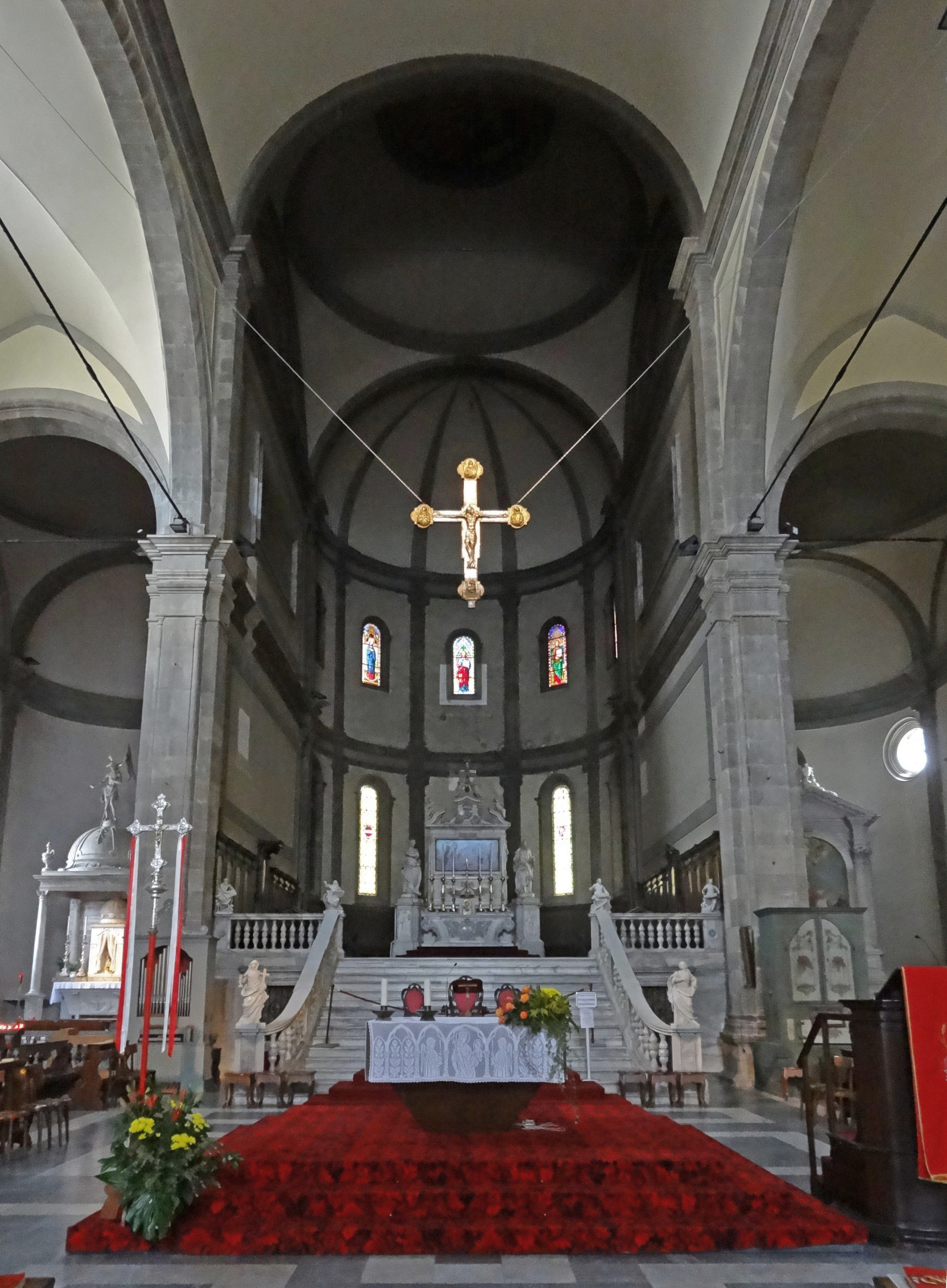
Chorbereich

Die Basilika Santa Maria Assunta (deutsch Basilika Mariä Himmelfahrt) ist eine römisch-katholische Kirche in Cividale del Friuli in der italienischen Region Friaul-Julisch Venetien. Die auch Dom von Cividale genannte Pfarrkirche des Erzbistums Udine trägt den Titel einer Basilica minor. Die Kirche wurde im 15. und 16. Jahrhundert statt der eingestürzten, früheren Kathedrale des Patriarchats von Aquileia erbaut, dessen Bischofssitz 1238 nach Udine verlegt worden war.

## Geschichte
Die ursprüngliche Kirche ließ der Patriarch Callixtus erbauen, als er im 8. Jahrhundert den Bischofssitz des Patriarchats von Aquileia von Grado nach Cividale verlegte. Diese Kathedrale behielt ihre Funktion bis zur erneuten Übersiedlung des Patriarchats nach Udine 1248, die Bezeichnung als Duomo wird auch für die heutige Kirche verwendet. Die ehemalige Kathedrale wurde durch das Erdbeben im Friaul 1348 schwer beschädigt und erlitt weitere Schäden durch das Erdbeben von 1364. In der Mitte des 15. Jahrhunderts wurde Bartolomeo delle Cisterne der Wiederaufbau anvertraut, der im venezianischen gotischen Stil erfolgen sollte. Die Arbeiten dauerten lange, der Architekt starb 1480, der Bau blieb unvollendet.
Am 29. Januar 1502 gab ein Pfeiler im rechten Kirchenschiff nach, wodurch ein Großteil der Konstruktion einstürzte. Noch im gleichen Jahr wurde der Wiederaufbau Pietro Lombardo anvertraut, der mit dem Bau der heutigen Kathedrale im gemischten Stil von Gotik und Renaissance begann. Nach dem Tod Lombardos im Frühjahr 1515 wurde der noch unvollendete Bau am 9. Mai 1529 geweiht. Der Campanile wurde nachträglich zwischen dem 17. und 18. Jahrhundert anstelle einer kleinen, dem heiligen Antonius geweihten Kirche errichtet.
Ende des 18. Jahrhunderts führten die Architekten Giorgio Massari und Bernardino Maccaruzzi eine umfangreiche Innenrenovierung durch. Im Juni 1909 wurde die Kirche von Papst Pius X. in den Rang einer Basilica minor erhoben. Nach dem Erdbeben im Friaul 1976 musste der Bau saniert werden.

## Bauwerk
Die drei Kirchenschiffe der Hallenkirche bilden einen rechteckigen Grundriss und schließen jeweils mit einer Apsis. Die des Chors ragt  über die östliche Wand hinaus. Das breitere mittlere Kirchenschiff wird von einem Tonnengewölbe überspannt, die Seitenschiffe von Kreuzgewölben. Neben der schlichten Eingangsfassade mit drei Eingängen erhebt sich auf der rechten Seite der Kirchturm. Die Sakristei liegt auf der rechten Seite des Chors.

## Ausstattung
Den Hochaltar schmückt ein Altaraufsatz des Patriarchen Pilgrim II. (1195–1204), eines der wichtigsten mittelalterlichen Meisterwerke der italienischen Goldschmiedekunst. Der zentrale Teil zeigt eine Madonna mit Kind zwischen den Erzengeln Michael und Gabriel. An den Seiten sind zwei Fächer von drei überlappenden Bändern, mit 25 Figuren von Heiligen. Die lateinische Inschrift wurde mit Hilfe einzelner Buchstabenpunzen hergestellt.
Der heutige Hauptaltar ist ein Tischaltar ohne Aufsatz und steht auf einer Altarinsel vor dem Aufgang zum Chorraum im Langhaus.
Der Altar des Allerheiligsten Sakramentes in der linken Apsis wurde 1580 von Ercole und Orazio Liberale ausgeführt. Auf der Kuppel des Ädikula-Altars steht eine Figur des Auferstandenen.
Das Blatt des Altars in der rechten Apsis zeigt den hl. Donatus.

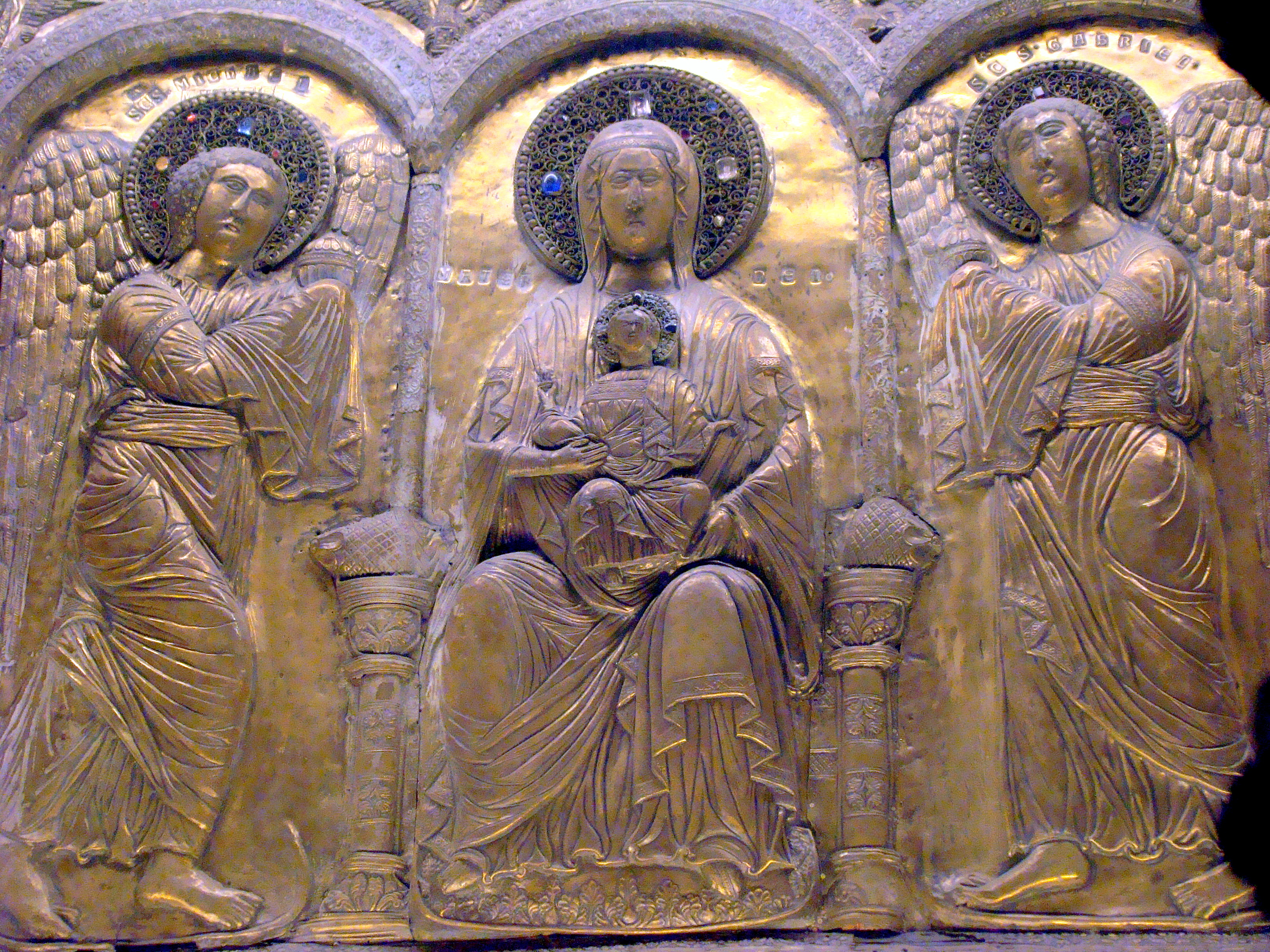
Aufsatz des Hochaltars, Detail
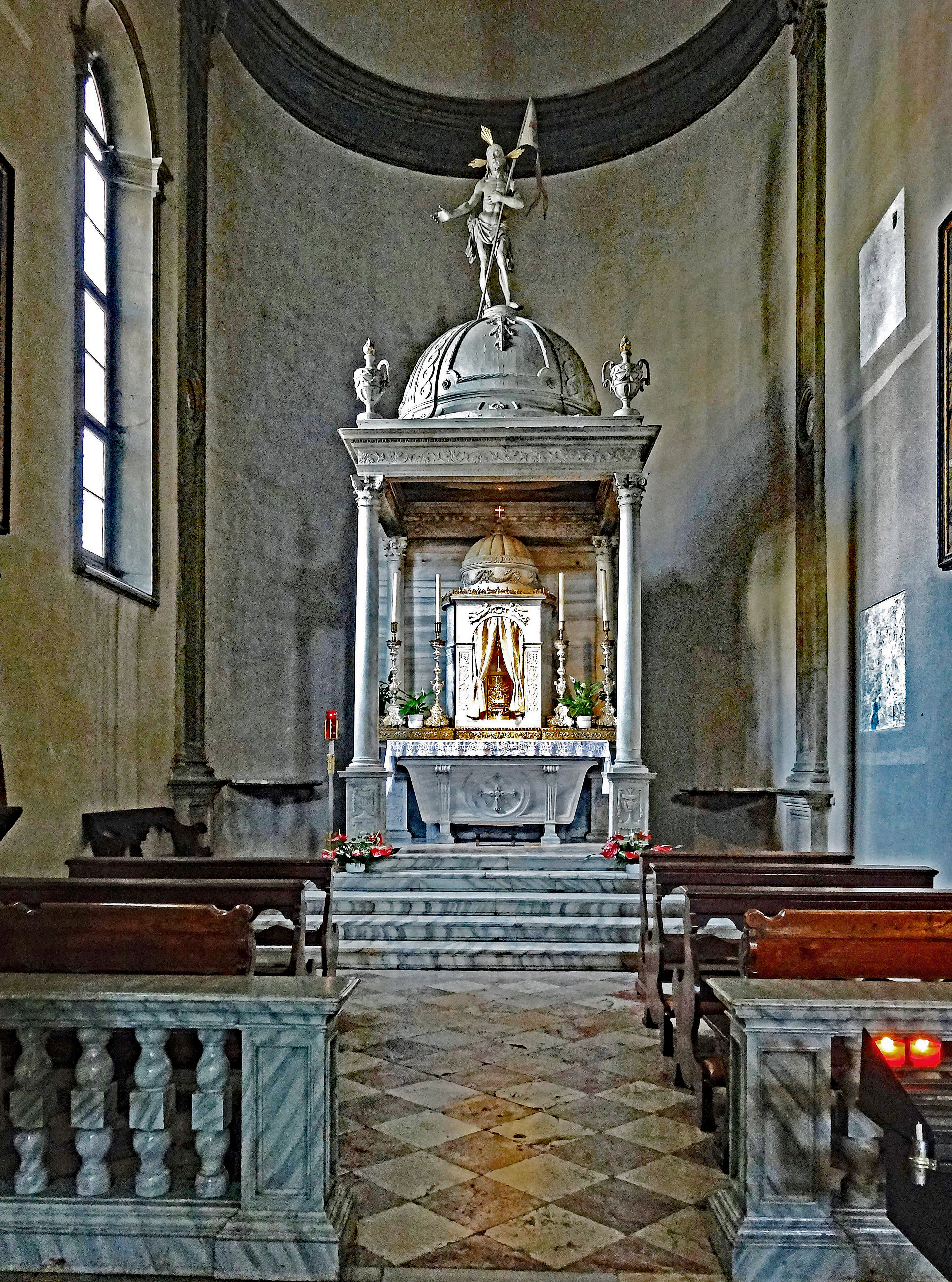
Sakramentsaltar im Chor des linken Seitenschiffs
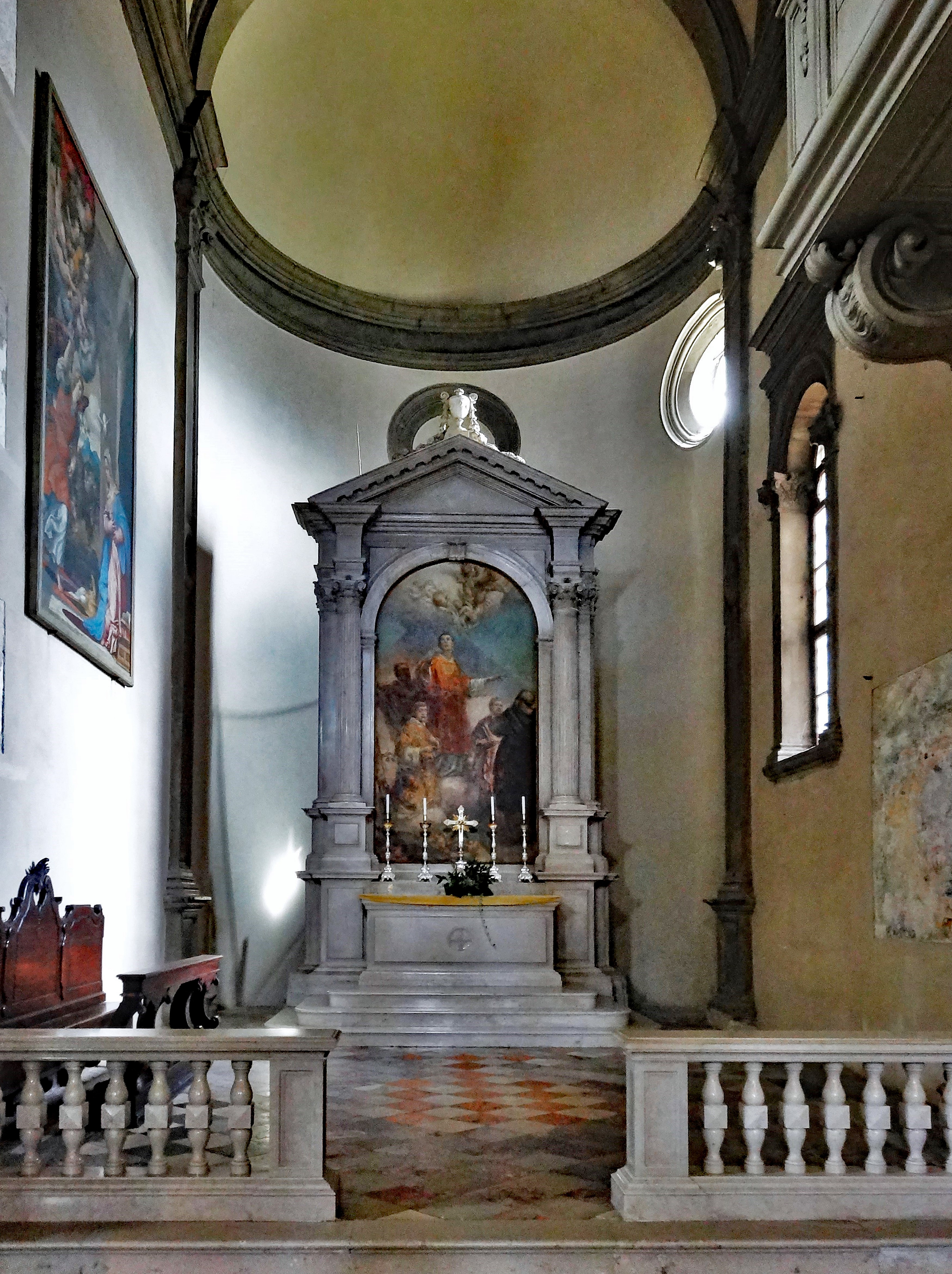
Rechter Chor mit Seitenaltar

An der Nordwand des linken Seitenschiffes hängt ein lebensgroßes, romanisches Holzkruzifix aus dem 13. Jahrhundert. Eine Pietà stammt aus der deutschen Schule. Die Darstellung Der Madonna inthronisiert mit Heiligen stammt von Matteo Ponzone von 1617. Die Steinigung des hl. Stephanus und das Letzte Abendmahl wurden beide durch Jacopo Palma den Jüngeren im Jahre 1606 gefertigt. Die Verkündigung stammt von Pomponius Amaltheus im Jahre 1546. Der Kreuzweg wurde 1964 Max Piccini in Terracotta geschaffen.
Zur weiteren Einrichtung gehören eine Madonnenfigur mit dem Jesuskind auf einem prunkvollen Thron mit Baldachin sowie ein barocker Taufstein aus schwarzem Marmor. Den Deckel ziert eine kleine, farbig gefasste Schnitzfigur Johannes’ des Täufers.
An der Innenwand der Fassade direkt über dem Hauptportal befindet sich das Reiterdenkmal von Marcantonio di Manzano, der 1617 während der Belagerung von Gradisca heldenhaft starb. Die Skulptur aus Lackholz wurde 1621 von den Bürgern Cividales in Auftrag gegeben und ist das Werk von Girolamo Paleario.
Über den Türen befinden sich vier Grabsteine, die an einige Höhepunkte der Geschichte des Doms erinnern und seine Wohltäter feiern.

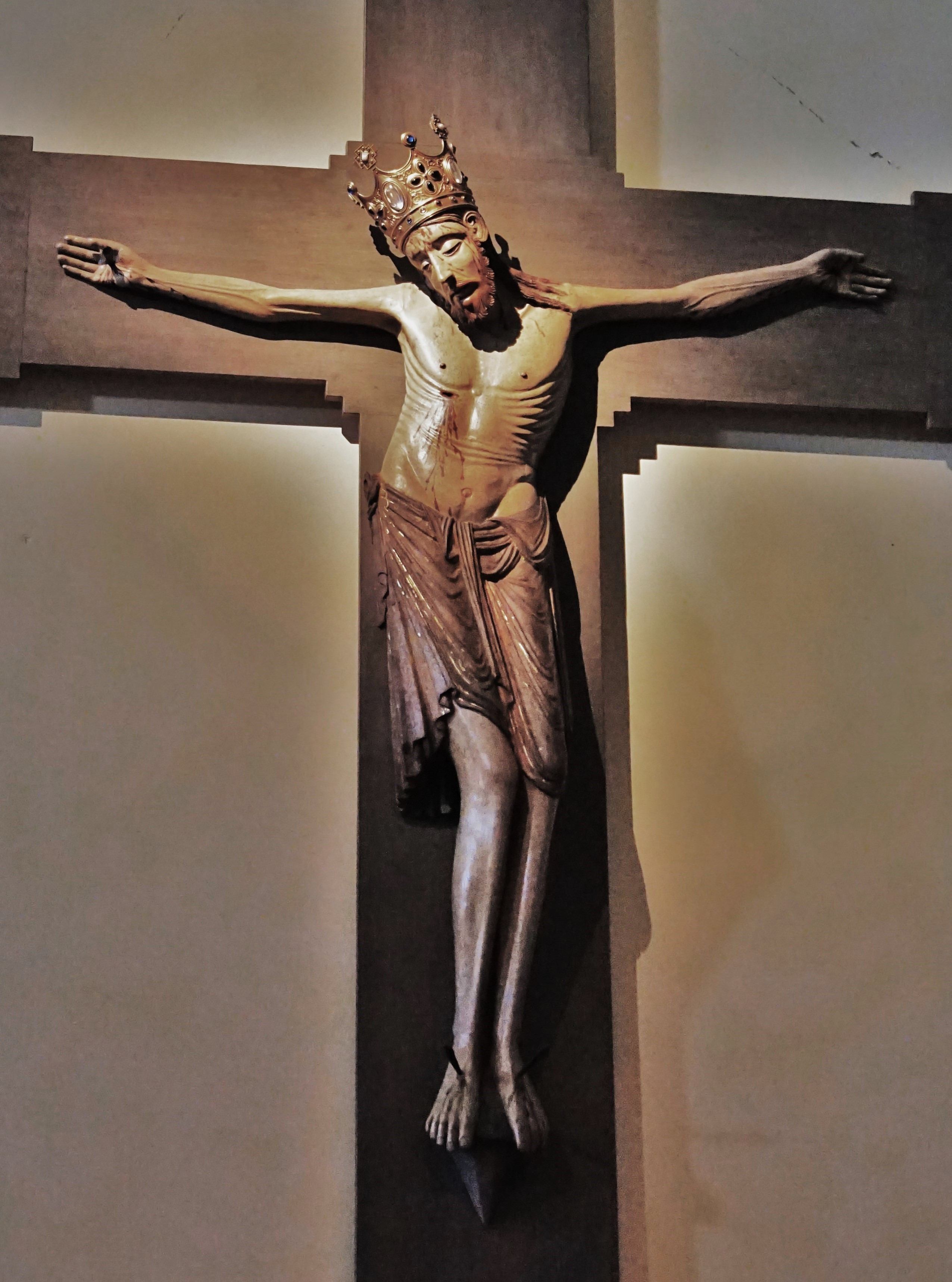
Romanisches Kruzifix
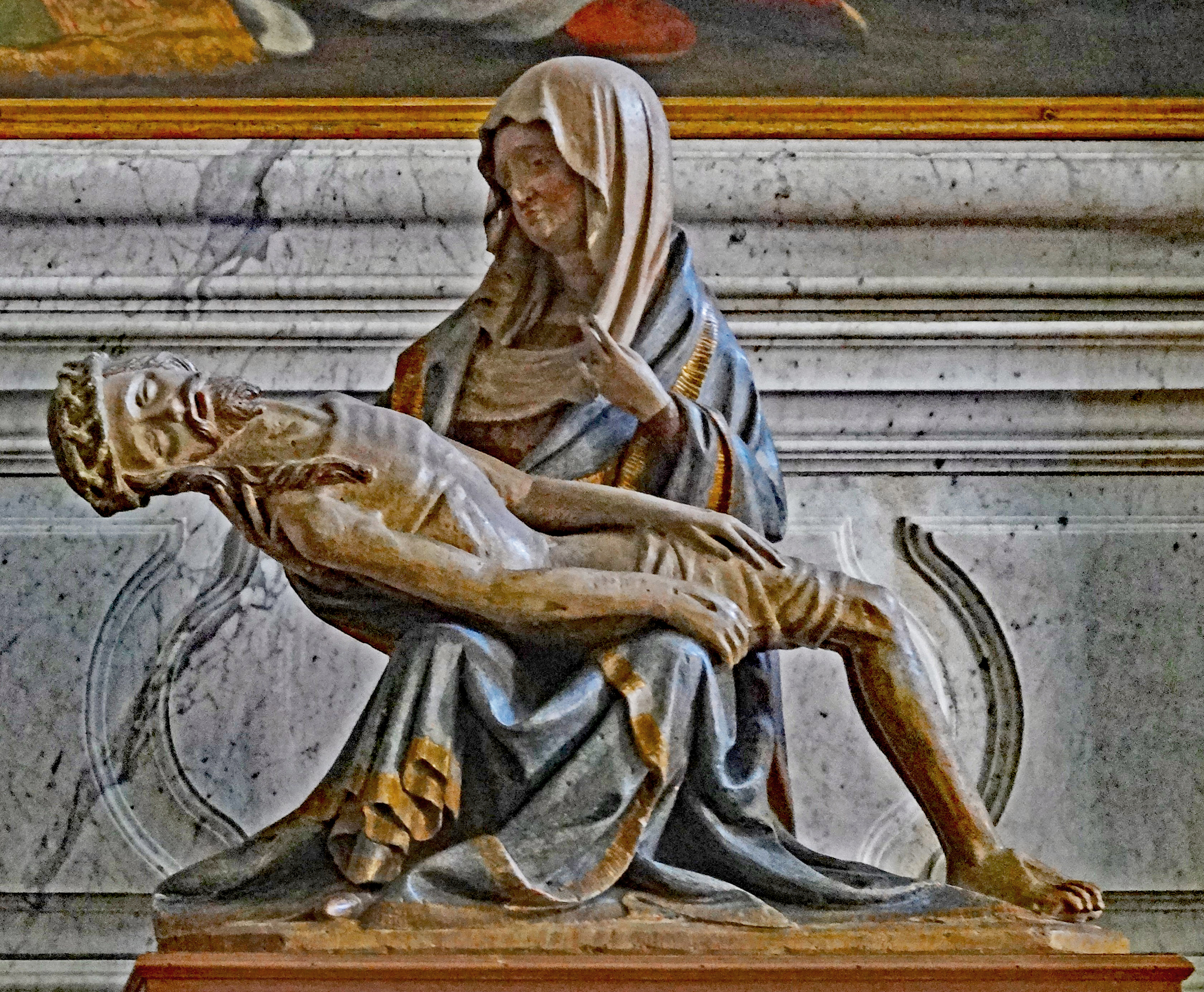
Pietà
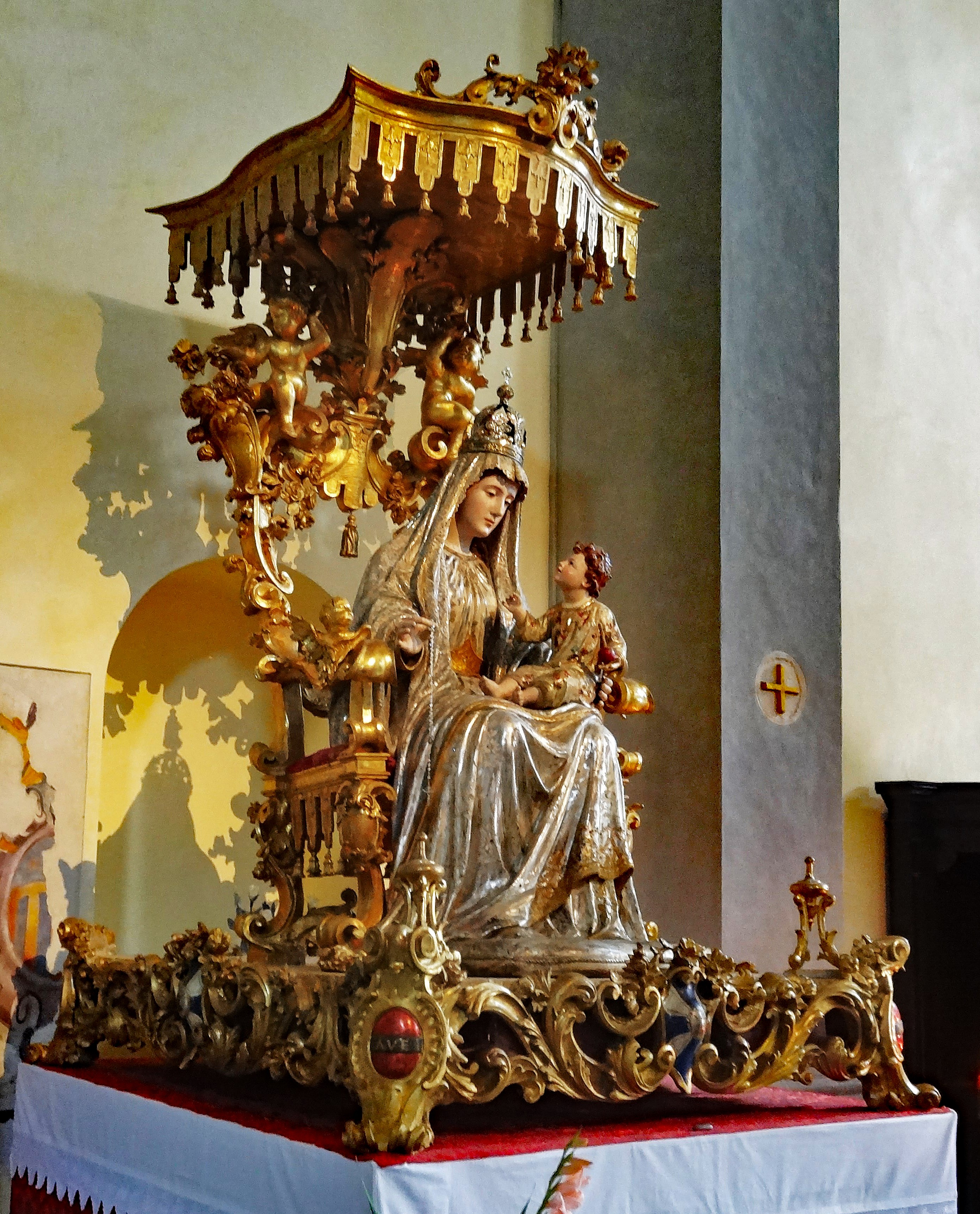
Thronende Madonna mit Kind
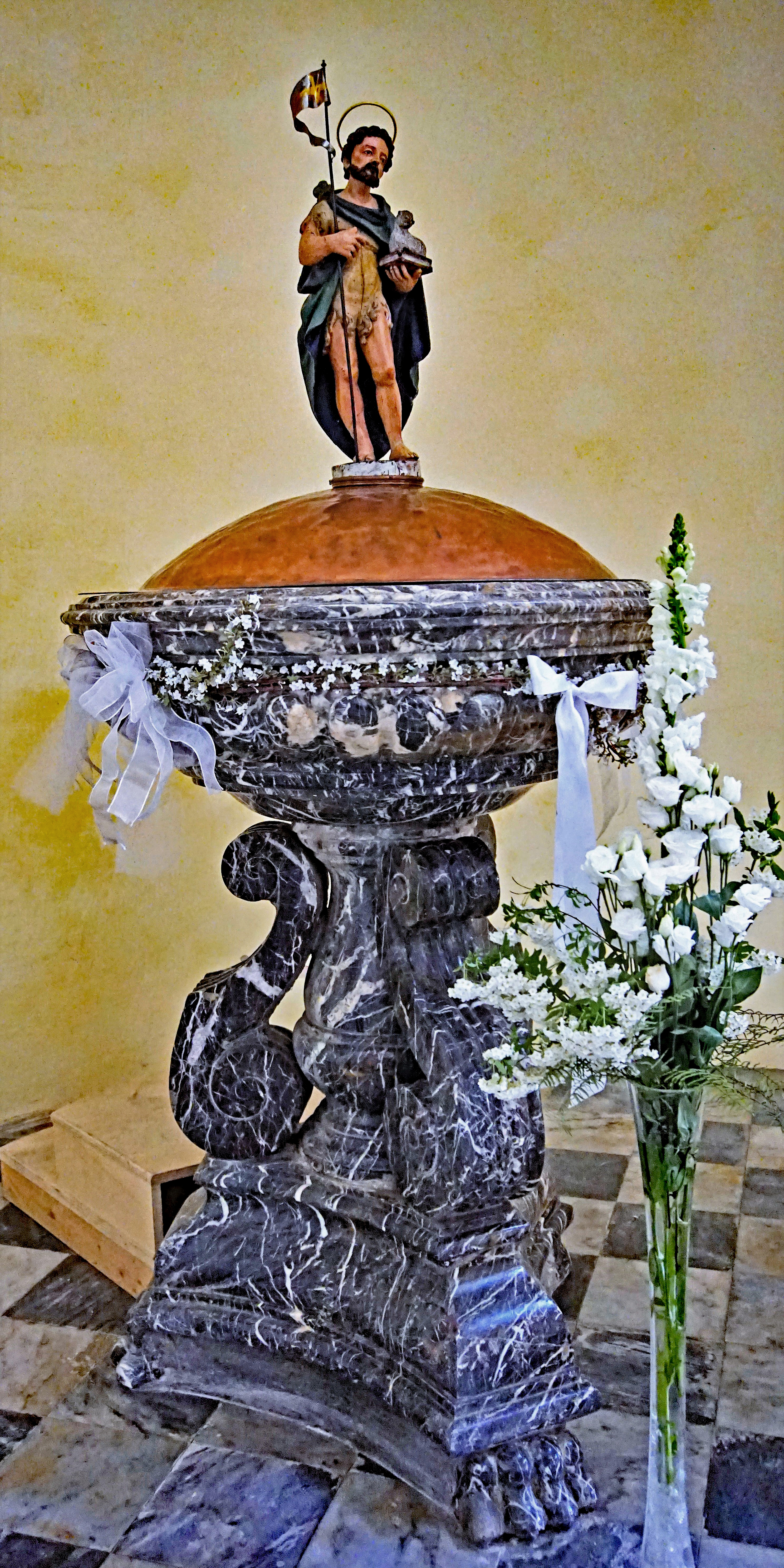
Taufstein
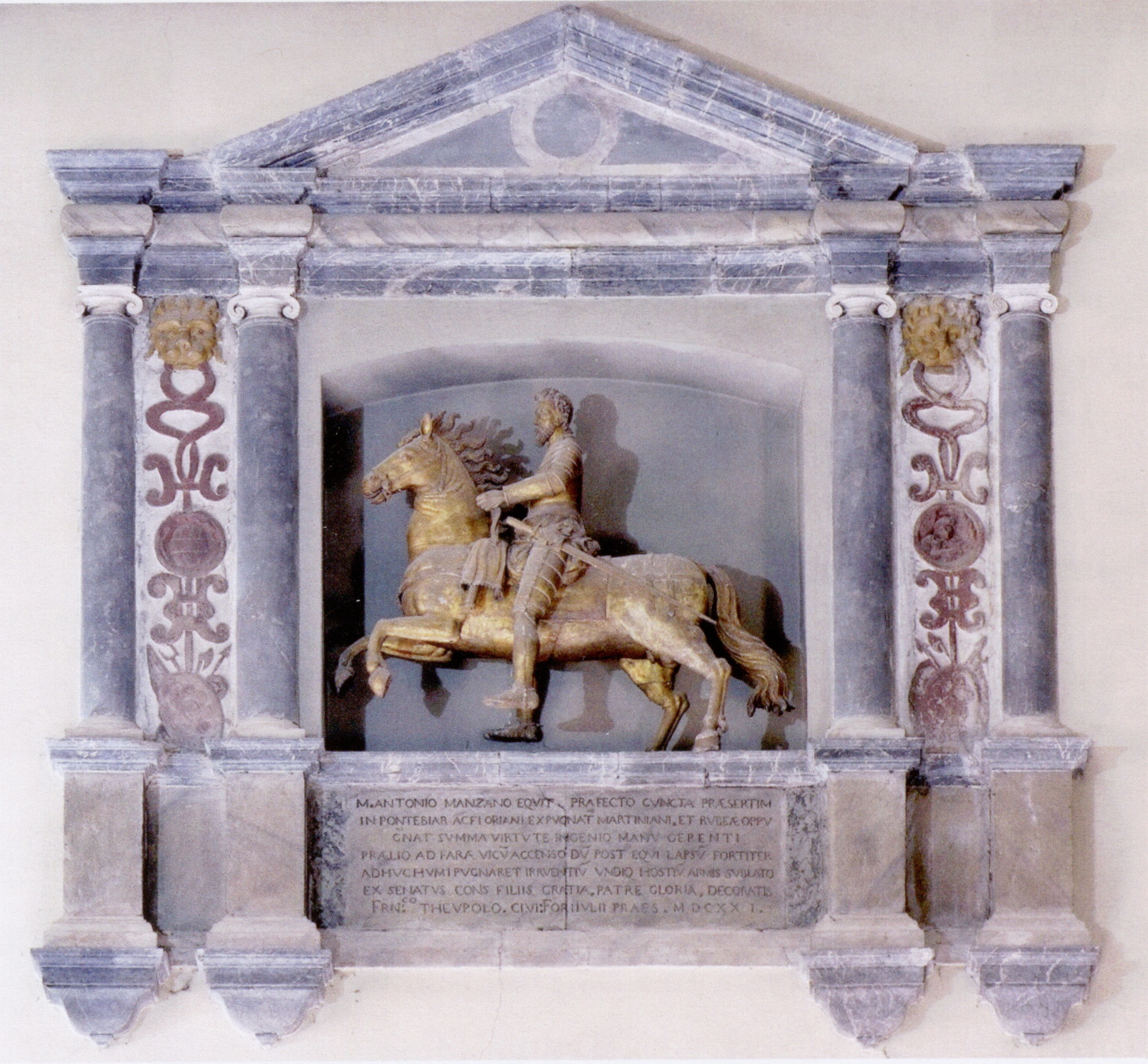
Denkmal des Marcantonio di Manzano

Die Fresken in der Sakristei wurden von Giuseppe Diziani und Giuseppe Mattioni gemalt.

## Museum
An den Dom angeschlossen ist das Museo Cristiano, in dem sich u. a. ein Langobarden-Thron und das Callixtus-Taufbecken befinden. Für das Alltagsleben aufschlussreicher sind Fresken und in Sgraffitotechnik ausgeführte Darstellungen.